# Dischidia bengalensis
Dischidia bengalensis är en oleanderväxtart som beskrevs av Henry Thomas Colebrooke. Dischidia bengalensis ingår i släktet Dischidia och familjen oleanderväxter. Inga underarter finns listade i Catalogue of Life.